# Foxtrot (baile)

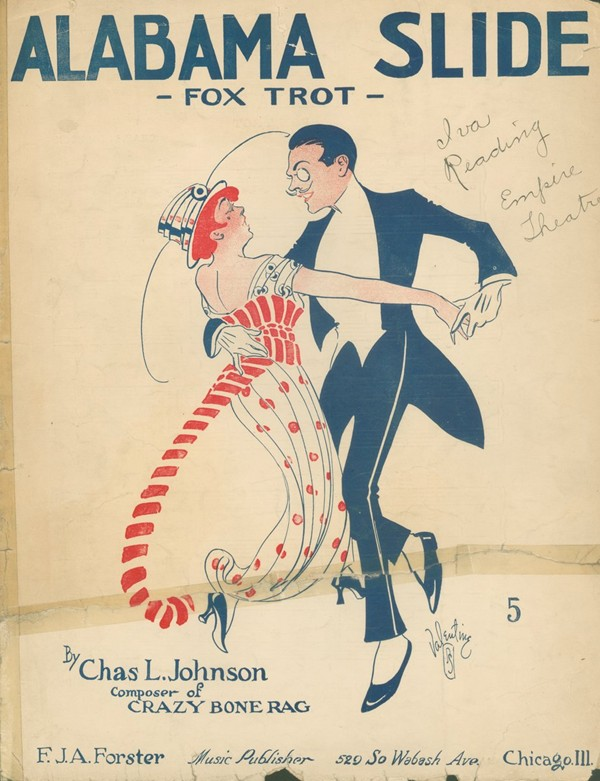
Partitura de un foxtrot, 1915.

El foxtrot,  o fox-trot, es un baile de origen estadounidense suave y progresivo caracterizado por movimientos largos y continuos que fluyen a través de la pista de baile. Se baila con música interpretada usualmente por una big band (generalmente cantada). La danza es similar en su aspecto al vals, aunque el ritmo es en 4
4 en lugar de 3
4. Desarrollado en la primera década del siglo XX. El foxtrot alcanzó su apogeo en la década de los 30 del siglo XX, y sigue siendo practicado hoy en día.

## Origen del nombre
Su nombre significa, literalmente, «trote del zorro», y existen varias teorías acerca de su origen. Se ha argumentado que alude a las primitivas danzas negras que imitaban pasos de animales, y en las que se inspiraron los primeros bailarines de foxtrot; sin embargo, también podría deberse a la expresión normanda faux-droit, o al cómico estadounidense Harry Fox, que incorporó una versión más vigorosa de este baile en uno de sus números de Ziegfeld Follies en 1913.

## Historia

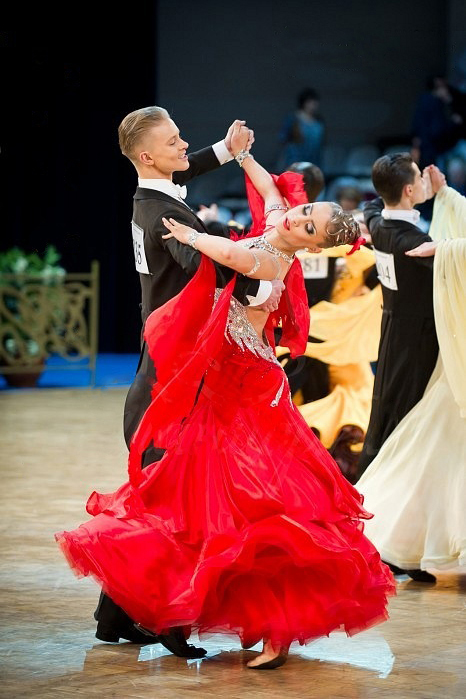
Versión de Dancesport del foxtrot.

El baile se estrenó en 1914, atrapando rápidamente la atención del dúo de esposos Vernon e Irene Castle, quienes prestaron al baile su gracia y estilo característicos. El origen exacto del nombre del baile no está claro, aunque una teoría es que tomó su nombre de su popularizador, el actor de vodevil, Harry Fox. Dos fuentes acreditan a los bailarines afroamericanos como la fuente del Foxtrot: el propio Vernon Castle, y la profesora de baile Betty Lee. Castle vio el baile, que «había sido bailado por los negros, para su conocimiento personal, durante quince años, [en] un determinado club de color exclusivo».
W. C. Handy («El padre del blues») señala en su autobiografía que su canción «The Memphis Blues» fue la inspiración para el foxtrot. Durante los descansos de Castle Walk y One-step, el director de música de Vernon e Irene Castle, James Reese Europe, tocaría lentamente Memphis Blues. Los Castle estaban intrigados por el ritmo y Jim preguntó por qué no crear un baile lento para acompañarlo. Los Castle introdujeron lo que ellos llamaron el «Bunny Hug» en un artículo de una revista. Poco después, se fueron al extranjero y, en medio del océano, enviaron una conexión inalámbrica a la revista para cambiar el nombre del baile de «Bunny Hug» a «Foxtrot». Fue posteriormente estandarizado por Arthur Murray, en cuya versión comenzó a imitar las posiciones del tango.
En sus inicios, el foxtrot originalmente se bailaba en ragtime. Desde finales de la primera década del siglo XX hasta la década de los años 40, el foxtrot fue ciertamente el baile rápido más popular en Occidente y la gran mayoría de los registros emitidos durante estos años fueron foxtrots. El vals y el tango, aunque populares, nunca superaron al foxtrot en Estados Unidos. Incluso la popularidad del lindy hop en la década de los 40 no afectó la popularidad del foxtrot, ya que se podía bailar con los mismos registros utilizados para acompañar al lindy hop.
Cuando el rock and roll surgió por primera vez a principios de la década de los 50, las compañías discográficas no sabían qué estilo de baile sería más aplicable a la música. En particular, Decca Records etiquetó inicialmente sus lanzamientos de rock and roll como «foxtrots», sobre todo «Rock Around the Clock» de Bill Haley and His Comets. Desde esa grabación, según algunas estimaciones, llegó a vender más de 25 millones de copias, «Rock Around the Clock» podría considerarse el «foxtrot» de mayor venta de todos los tiempos. Hoy en día, el baile está acompañado habitualmente por la mismo música de big band a la que también se baila con swing.
Con el tiempo, el foxtrot se dividió en versiones lentas y rápidas, conocidas como «foxtrot» y «quickstep», respectivamente. En la categoría lenta, existen distinciones adicionales entre el estilo internacional o inglés del foxtrot y el estilo estadounidense de continuidad, ambos construidos alrededor de un ritmo lento-rápido-rápido al ritmo más lento, y el estilo social-americano usando un ritmo lento-lento-rápido-rápido a un ritmo algo más rápido. En el contexto de la categoría estándar internacional de bailes de salón, durante algún tiempo el foxtrot se llamó «Slow Foxtrot» o «Slowfox». Estos nombres todavía están en uso, para distinguirlo de otros tipos de foxtrots.

## Estilos
Tres estilos distintos de foxtrot (lento) son de uso común entre los bailarines de salón actuales: el estilo social americano, el estilo de continuidad americano y el estilo internacional. Los tres son danzas asociadas en las cuales los bailarines progresan alrededor de la pista de baile en sentido contrario a las agujas del reloj, y se bailan con la misma música. Sin embargo, difieren significativamente en técnica, posiciones y figuras.

### Foxtrot social americano
El estilo social americano era, y hasta cierto punto aún lo es, ampliamente utilizado en los Estados Unidos como baile social y de fiesta. Es particularmente adecuado para bailar en una sala abarrotada, por socios que pueden conocerse bien o no y que pueden o no haber tenido un entrenamiento formal en danza. Su característica definitoria es que los bailarines cierran los pies al final de casi todas las figuras, en lugar de pasar los pies como en los otros dos estilos. Como resultado, los bailarines progresan bastante despacio alrededor de la sala, y algunas figuras incluso se pueden bailar en su lugar. Además, casi cada figura comienza en la misma posición, con los dos compañeros enfrentándose directamente en lo que se llama «posición cerrada» y el hombre comenzando con su pie izquierdo. Dado que cada figura es tan fácil y consistente en la siguiente, es bastante fácil para el líder enhebrar varias figuras sobre la marcha en una secuencia en constante cambio. El contacto corporal es innecesario y generalmente no se espera; todas las figuras pueden ser conducidas a través del marco formado por los brazos. Por lo tanto, se evita la posible incomodidad social del contacto corporal entre parejas que no se conocen bien entre sí. Como el estilo social americano es el único estilo permitido en la competencia de baile de estilo americano de nivel bronce (principiante), este estilo a veces también se conoce como Foxtrot de bronce americano.
El estilo social americano usa cifras de seis y ocho. La alteración rítmica entre los dos, es una de las pocas dificultades potenciales en el baile. La síncopa generalmente se evita.
Las cifras de seis recuentos se extienden a través de una y media medidas de música, y utilizan el ritmo lento (dos recuentos), lento (dos recuentos), rápido (un recuento), rápido (un recuento). Los ejemplos incluyen: el movimiento básico hacia adelante y hacia atrás, los giros alternos de cuarto (también conocido como zig-zag), el giro rock a la derecha e izquierda, el paseo, el giro del paseo (12 cuentas), el pivote del paseo (12 recuentos), y el paso de balanceo. Los bailarines sociales generalmente usan los cuartos de turno alternos para progresar en un patrón de zig-zag alrededor de la habitación, alternando por variedad con el paseo. Los giros rock se usan para cambios de dirección en esquinas y para evitar colisiones. Tanto las vueltas de rock como el paso de equilibrio se pueden bailar completamente en su lugar, si fuera necesario debido a condiciones de hacinamiento. Muchas de estas figuras se pueden embellecer aún más mediante giros axilares.
Las cifras de ocho conteos se extienden a través de dos medidas de música, y utilizan el ritmo lento (dos conteos), rápido (un conteo), rápido (un conteo); lento (dos cuentas), rápido (una cuenta), rápido (una cuenta). La mayoría de ellos se puede descomponer aún más en dos figuras de cuatro conteos, aunque esto rompería la convención de que cada figura comienza en posición cerrada con el hombre pisándole el pie izquierdo. Los ejemplos incluyen: el cuadro hacia adelante y hacia atrás, los giros hacia la izquierda y derecha, el centelleo cerrado con el final cercano al paseo, los centelleos de descenso (16 conteos), los centellos de paseo (16 conteos) y la serpentina (también conocido como centelleos progresivos) con el juego de pies cerrado. Algunos, como la vid, utilizan un ritmo más rápido que consta de cuatro rápidos. La mayoría de estas figuras de ocho mostradores se asemejan a las figuras correspondientes en el vals, con el ritmo modificado al extender el primer paso de cada figura para ocupar dos recuentos. Una vez más, muchas de estas figuras se pueden embellecer aún más con giros axilares.
La única figura sincopada común es el chassé. Es una figura de cuatro recuentos con el ritmo lento (dos recuentos) rápida y rápida (dos recuentos), que puede insertarse entre un centelleo cerrado y su final de cierre de paso.

### Estilo de continuidad americano
El estilo de continuidad americano es ampliamente utilizado en los Estados Unidos como un baile competitivo, y como una base para la formación de baile y las artes escénicas. Es el estilo generalmente visto en las producciones de teatro musical estadounidense, y en el cine. Se diferencia del estilo social en que los bailarines pasan los pies al final de cada figura, en lugar de cerrarlos. En consecuencia, los bailarines progresan mucho más rápidamente alrededor de la sala, de una manera suave y continua que le da su nombre al estilo. Se diferencia del estilo internacional en que el contacto corporal es opcional. Esto permite a los compañeros de baile asumir una variedad mucho más amplia de posiciones y, por lo tanto, ejecutar muchos tipos de figuras que no son posibles en el Estilo Internacional. Como se espera el estilo de continuidad americano en las competiciones de baile de estilo americano de nivel plateado y superiores, este estilo a veces también se conoce como «American Silver Foxtrot».
Las transiciones de una posición de baile a otra son un aspecto importante del estilo americano. Las posiciones de baile comúnmente empleadas incluyen la posición normal (cerrada), en la cual los bailarines se enfrentan directamente con la mano derecha del hombre alrededor de la espalda de la mujer; posición de paseo, en la que los socios se abren ligeramente en una V; posición abierta (un agarre a dos manos con los brazos extendidos hacia adelante de lado); y la posición sombreada (en la que ambos socios se enfrentan en la misma dirección, en lugar de los demás). Los socios pueden incluso separarse por completo por períodos cortos de tiempo. Las «líneas», en las que los socios forman y mantienen una forma especial durante un corto período de tiempo, también juegan un papel importante. Los ejemplos incluyen el puente, la silla, el cheque.
En el estilo de continuidad americano, la mayoría de las figuras se basan en unidades de cuatro recuentos con el ritmo lento (dos recuentos), rápido (un recuento), rápido (un recuento) que se repite en cada medida. Una secuencia básica de baile que progresa alrededor de la sala en línea recta puede consistir en un giro abierto a la izquierda (ocho conteos), un parpadeo abierto (cuatro conteos), un giro a la derecha abierto (cuatro conteos), un ímpetu abierto (también conocido como horquilla) (cuatro conteos), y una terminación de continuidad (cuatro conteos), regresando al inicio de la secuencia. Otras figuras basadas en el mismo ritmo incluyen la serpentina (también conocido como centelleos progresivos) con el juego de pies abierto; los pasos curvos corriendo; el giratorio exterior; el pivote desde el paseo; y el error natural. Muchas de estas figuras se pueden ejecutar en una variedad de posiciones: por ejemplo, la serpentina se puede ejecutar en posición cerrada, posición abierta o posición sombreada, con el hombre mirando hacia adelante o hacia atrás. Muchas de estas figuras pueden embellecerse aún más con giros axilares, especialmente cuando se cambia de una posición de baile a otra. Las variaciones sobre este ritmo básico pueden emplear cuatro pasos rápidos (rápido, rápido, rápido, rápido) como en la vid y la segunda medida del tejido, o síncopa (lenta, rápida y rápida) como en el chassé.
Muchas figuras de foxtrot de estilo de continuidad son similares a las de vals del estilo de continuidad americano, con el ritmo modificado al extender el primer paso de cada figura para ocupar dos cargos. Algunos, como los centelleos abiertos, son desarrollos directos de las correspondientes figuras del foxtrot social en las que el trabajo de pies ha sido modificado al pasar los pies al final de la figura en lugar de cerrar los pies; otros son completamente diferentes.

### Estilo internacional
El estilo internacional (británico) es ampliamente utilizado en Europa y Gran Bretaña como una danza social y competitiva. Su característica definitoria es que los socios deben mantener el contacto corporal en todo momento. En consecuencia, la variedad de figuras y posiciones posibles es mucho más limitada que en el estilo americano. Los bailarines se concentran en crear una imagen de movimiento suave y deslizante alrededor de la pista de baile. El uso del contacto corporal hace posible ejecutar giros muy cerrados, lo que se potencia aún más por el uso extensivo de los giros en el talón. Este uso de los giros en el talón, y el esfuerzo requerido para producir el movimiento de planeo deseado, le da al estilo internacional del foxtrot la reputación de ser quizás el más difícil de todos los bailes de salón para ejecutar bien.
La mayoría de las figuras se basan en unidades de cuatro conteos con el ritmo lento (dos conteos), rápidos (un conteo), rápidos (un conteo), repitiendo en cada medida. Una secuencia de baile básica que progresa alrededor de la habitación puede emplear un paso de pluma (cuatro conteos), giro inverso con acabado de pluma (ocho conteos), tres pasos (cuatro conteos), giro natural (cuatro conteos) con ímpetu (conteo cuatro) y acabado de pluma (conteo de cuatro), conectando de nuevo a un giro inverso. Sin embargo, la variación rítmica se usa para compensar la pérdida de variedad en figuras y posiciones: así, por ejemplo, el tejido usa cuatro pasos rápidos en una sola medida, mientras que el cambio de dirección usa una secuencia de dos medidas de cuatro pasos lentos.

#### Figuras
El estilo internacional del foxtrot es el más definido de todos los estilos de Foxtrot, con planes de estudio instructivos y competitivos que están estrictamente controlados por la Sociedad Imperial de Maestros de Baile. Por lo tanto, es posible presentar la siguiente lista de figuras foxtrot de estilo internacional o inglés, aunque esto no es de ninguna manera una lista exhaustiva.
| Figuras básicas - Tres pasos - Paso de pluma - Giro natural - Giro inverso - Ímpetus cerrado - Acabado de pluma | Figuras estándar - Tejido natural - Tejido básico - Telemark cerrado - Telemark abierto - Pluma flotante - Telemark flotante - Cruce flotante - Ímpetus abierto - Onda inversa |

## Foxtrot en competencia
El foxtrot internacional es uno de los cinco bailes estándar que forman la columna vertebral de las competiciones internacionales de baile de estilo celebradas en todo el mundo bajo los auspicios de la Federación Internacional de Danza Deportiva, sus afiliados locales y otras organizaciones. Las competiciones se celebran generalmente en seis niveles sucesivos de dificultad: Bronce (comienzo), Plata (intermedio), Oro (avanzado), Novato, Precampeonato y Campeonato. Los niveles de Bronce, Plata y Oro son niveles de plan de estudios: es decir, para cada nivel hay un plan de estudios prescrito de cifras del que se espera que el competidor seleccione. Los niveles de Novato, Precampeonato y Campeonato son niveles abiertos en los que se permite e incluso se fomenta la coreografía novedosa y original. Los planes competitivos de danza están definidos y controlados estrictamente por la Sociedad Imperial de Maestros de Baile.
Del mismo modo, el foxtrot americano es uno de los cuatro bailes smooth moderno que forman la columna vertebral de las competiciones de American Style Dance celebradas en los Estados Unidos bajo los auspicios del National Dance Council of America y USA Dance, y en algunos otros países. Generalmente, las competiciones se celebran generalmente en seis niveles sucesivos de dificultad: Bronce (comienzo), Plata (intermedio), Oro (avanzado), Novato, Precampeonato y Campeonato. Los niveles de Bronce, Plata y Oro son niveles restringidos en los que el conjunto de figuras permitido está restringido por reglas, muy similares pero no idénticas, publicadas por la organización patrocinadora. Los niveles de Novato, Precampeonato y Campeonato son niveles abiertos en los que se permite e incluso se fomenta la coreografía novedosa y original. En el nivel Bronce, solo se permite el estilo social americano; esto se aplica mediante reglas que requieren cerrar los pies al final de cada figura. El estilo social o de continuidad puede emplearse en el nivel Plata y superior, pero en general se espera estilo de continuidad. Hay varios programas de estudio alternativos, competitivos y competitivos publicados por varias organizaciones, que son compatibles en diversos grados con los conjuntos de reglas competitivas.